# Майкл Уерта
Майкл Пітер Уерта (нар. 18 листопада 1956 року) — американський урядовець, адміністратор Федеральної авіаційної адміністрації з 2013 по 2018 рік. Виконувач обов'язків міністра транспорту США в адміністрації президента Дональда Трампа 2017 року.

## Біографія
Майкл Уерта народився 18 листопада 1956 року. Навчався в Каліфорнійському університеті в Ріверсайді, по закінченню якого отримав ступінь бакалавра в галузі політології. Уерта закінчив Школу державних та міжнародних відносин імені Вудро Вільсона Принстонського університету і отримав ступінь магістра в галузі міжнародних відносин.  

## Кар'єра
З 1986 до 1989 року Майкл Уерта був уповноваженим департаменту портів, міжнародної торгівлі та торгівлі Нью-Йорка. З 1993 до 1998 року він обіймав керівні посади в Міністерстві транспорту США у Вашингтоні, округ Колумбія, працював під керівництвом секретарів Федеріко Пенья та Родні Е. Слейтера під час адміністрації президента Білла Клінтона.
Уерта був керівним директором Організаційного комітету Солт-Лейк-Олімпійських ігор 2002 року Він готував  пункти транспорту Солт-Лейк-Сіті до Олімпійських ігор та організовував матеріально-технічне забезпечення Олімпійського вогню для подорожі з Афін, Греція, до Солі, Лейк-Сіті, штат Юта.
З 2002 до 2009 року Уерта був президентом групи  транспортних рішень у Affiliated Computer Services, компанії, яку згодом придбала Xerox, що спеціалізується на бізнес-процесах та інформаційних технологіях.

### Федеральне управління авіації
Президент Обама призначив Майкла Уерту на посаду заступника адміністратора Федеральної авіаційної адміністрації (FAA) 26 січня 2010 р. Через п'ять місяців Майкл Уерта став заступником адміністратора FAA. 
6 грудня 2011 р. Уерта став виконувачем обов'язків адміністратора FAA після відставки Ренді Беббіта.
27 березня 2012 року президент Барак Обама офіційно призначив Майкла Уерту на посаду постійного адміністратора Федеральної авіаційної адміністрації терміном на п'ять років; згодом це призначення  було підтверджене Сенатом США 1 січня 2013 року
З 20 до 31 січня 2017 року Уерта тимчасово виконував обов'язки міністра транспорту.